# Тарасівка (Волноваський район)
Тара́сівка — село Волноваської міської громади Волноваського району Донецької області, Україна.

## Загальні відомості
Тарасівка підпорядкована Прохорівській сільській раді. Відстань до райцентру становить близько 16 км і проходить автошляхом Т 0512. Землі села межують із територією с. Старогнатівка, Бойківський район, Донецької області.

## Населення

### Мова
Розподіл населення за рідною мовою за даними перепису 2001 року:
| Мова       | Кількість | Відсоток |
| ---------- | --------- | -------- |
| українська | 7         | 53.85%   |
| російська  | 6         | 46.15%   |
| Усього     | 13        | 100%     |

За даними перепису 2001 року населення села становило 13 осіб, із них 53,85 % зазначили рідною мову українську та 46,15 % — російську.